# Al-Hilal United Football Club
L'Al-Hilal United Football Club (in arabo نادي الهلال يونايتد لكرة القدم‎?), anche conosciuta come Al-Hilal United, è una società calcistica emiratina di Dubai. Milita nella UAE Second Division League, la terza divisione del campionato emiratino di calcio.

## Storia
L'Al-Hilal United FC è stato fondato nel 2019 ad Al Lisaili, un quartiere di Dubai; nel febbraio 2020 viene annunciato che il membro della famiglia reale saudita, Āl Saʿūd, Abd Allah bin Musa'id Al Sa'ud detiene la proprietà del nuovo club.
Il club inizia il suo percosso professionistico competendo nella prima stagione della UAE Second Division League, la terza divisione emiratina; la stagione si conclude per le aquile con il quinto posto in classifica con 23 punti in 17 giornate.
La stagione successiva vede la crescita del club, che conclude la stagione regolare della UAE Second Division League 2020-2021 al primo posto del Gruppo A con 32 punti in 14 partite; la vittoria del girone permette al club di accedere ai play-off. L'avventura si interrompe però al primo turno, dove le aquile vengono sconfitte dall'Abtal Al Khaleej FC per un complessivo di 9-0 dopo due sfide.
Il 31 marzo 2022, Al-Hilal affronta in amichevole il Mumbai City debuttante nella AFC Champions League 2022; il match si conclude con la sconfitta per 2-0 delle aquile

## Stadio
L'Al-Hilal ha usato come stadio di casa nella sua prima stagione il, The Sevens. Nella stagione 2021-2022, la società ha affitta il campo dell'Al Hamriya Sports Club Stadium per giocare le proprie partite casalinghe, visto che il The Sevens era usato da troppe squadre.

## Squadra Attuale
Stagione 2023–24:
| N. |                     | Ruolo | Calciatore        |
| -- | ------------------- | ----- | ----------------- |
| 1  | Zimbabwe (bandiera) | P     | Malcolm Mapondera |
| 3  | Ghana (bandiera)    | C     | Sumaila Mahama    |
| 4  | Tanzania (bandiera) | C     | Othuman Mwambungu |
| 5  | Ghana (bandiera)    | D     | Bernard Abbey     |
| 6  | Tanzania (bandiera) | C     | Kareem Mlacha     |
| 7  | Camerun (bandiera)  | A     | Fru Frank         |
| 8  | Algeria (bandiera)  | C     | Elhadj Mebarki    |
| 9  | Kenya (bandiera)    | C     | Suleiman Abdul    |
| 10 | Ghana (bandiera)    | A     | Lordson Ofori     |
| 11 | Brasile (bandiera)  | A     | Otavio de Castro  |

| N. |                                | Ruolo | Calciatore       |
| -- | ------------------------------ | ----- | ---------------- |
| 12 | Nigeria (bandiera)             | A     | Precious Daniel  |
| 13 | Sudan (bandiera)               | P     | Ahmed Mohamed    |
| 17 | Ghana (bandiera)               | A     | Theo Sackey      |
| 23 | Uganda (bandiera)              | D     | Tonny Kyagaba    |
| 30 | Eritrea (bandiera)             | C     | Mohamed Adem     |
| 32 | Ghana (bandiera)               | C     | Emmanuel Junior  |
| 54 | Tanzania (bandiera)            | D     | Rajabu Zahiri    |
| 55 | Ghana (bandiera)               | D     | Eugene Atobrah   |
| 70 | Emirati Arabi Uniti (bandiera) | A     | Ali Al Ameeri    |
| 77 | Yemen (bandiera)               | C     | Emad Abdulhabeeb |
| 80 | Uganda (bandiera)              | C     | Brian Mugisha    |

## Staff Tecnico
| Posizione          | Nome                |
| ------------------ | ------------------- |
| Allenatore         | Cederique Tulleners |
| Assistant coach    | Suneer VP           |
| Assistant coach    | Jishar Shibu        |
| Preparatore Fisico | Adhith KJ           |

## Club Affiliati
Le successive squadre sono affiliate con l'Al-Hilal:
- Sheffield United F.C. (2020–presente)
- Kerala United FC (2020–presente)
- K Beerschot VA (2020–presente)
- LB Châteauroux (2021–presente)